# سام كوهن
سام كوهن (بالإنجليزية: Sam Cohen)‏ هو محام بالقضاء العالي وسياسي أسترالي، ولد في 26 أكتوبر 1918 في أستراليا، وتوفي في 7 أكتوبر 1969 في أستراليا. حزبياً، نشط في حزب العمال الأسترالي. وقد انتخب عضو مجلس الشيوخ الأسترالي ‏ عن دائرة فيكتوريا (1 يوليو 1962 – 7 أكتوبر 1969).